# Neuville-de-Poitou
Neuville-de-Poitou là một xã, tọa lạc ở tỉnh Vienne trong vùng Nouvelle-Aquitaine, Pháp. Xã này có diện tích 17,06 km², dân số năm 2006 là 4706 người. Xã nằm ở khu vực có độ cao trung bình 128 m trên mực nước biển. Xã này thuộc Cộng đồng các xã Neuvillois. Dân địa phương danh xưng tiếng Pháp là Neuvillois.

## Biến động dân số
| Năm    | 1962 | 1968 | 1975 | 1982 | 1990 | 1999 | 2006 |
| ------ | ---- | ---- | ---- | ---- | ---- | ---- | ---- |
| Dân số | 3051 | 3104 | 3312 | 3623 | 3840 | 4058 | 4706 |